# Жива(I) оксид
Жива(I) оксид је неоргански, метални оксид са хемијском формулом .
На собној температури је у облику смеђе-црног праха. Оксид је нерастворив у води, отрован по људе и без укуса и мириса. Нестабилан је, изреагираће у живу или жива(II) оксид.